# コムパヤック・ウィラサクレック
コムパヤック・ウィラサクレック（1982年6月21日 - ）は、タイ王国サムットプラーカーン県出身の男性ムエタイ選手。WSRフェアテックスジム所属。現M-1スーパーバンタム級王者。

## 人物
ルンピニー・スタジアム・バンタム級4位、タイ国プロムエタイ協会同級6位で両タイトルにも挑んだことがあり、ルンピニー・スタジアムでは常にメイン、セミを任されていた。日本でも各団体のチャンピオンやトップランカーを撃破した実績もあり、無条件で初代M-1王者に認定された。 
2005年10月、山本元気に逆転ＴＫＯ勝ち。2007年3月、藤原あらしにＫＯ勝ち。